# Ardèids
Els ardèids o ardeids (Ardeidae) són una família d'ocells pelicaniformes; la família té reconegudes, actualment, 4 subfamílies, 19 gèneres i 68 espècies que es distribueixen en tots els continents exceptuant l'Antàrtida. Els ardèids són coneguts, de manera comuna, sota les denominacions de bernats, martinets, bitons, esplugabous o agrons. També se'ls ha anomenat (vegeu Sanxo) agrons de fel car són ocells amb una carn molt amarga, fet que no els fa aptes per a ingerir.

## Etimologia
El terme que dona nom a la família 'Ardeidae' prové del llatí ardea', que és cognat amb el grec ἐρῳδιός' (erōidiós); en tots dos casos els termes refereixen a 'garsa' (en català el terme 'garsa' refereix a un ventall molt més ampli d'ocells que inclou el martinet blanc).

## Morfologia
Els ardeids són ocells de mida mitjana a gran amb potes i coll relativament llargs. Mostren molt poc dimorfisme sexual en la mida tot i que algunes espècies sí que en presenten pel que fa a plomatge (per exemple, el martinet menut comú). L'espècie més petita és generalment considerada el martinet menut de Sturn, que mesura entre 25 i 30 cm de longitud, tot i que totes les espècies del gènere Ixobrychus són petites i moltes tenen mides que se solapen àmpliament. L'espècie més gran d'ardèid és l'agró goliat, que habita les zones humides de l'Àfrica subsahariana, i arriba fins als 152 cm d'altura.
Els colls de la majoria d'ardèids poden doblegar-se en forma de S, a causa de la forma modificada de les vèrtebres cervicals. El coll es pot replegar i estirar i en totes les espècies es replega durant el vol, a diferència de la majoria d'altres aus de coll llarg. El coll és més llarg en els ardèids diürns que no pas en els nocturns i els bitons. Les potes són llargues i fortes i en gairebé totes les espècies i aquestes no estan emplomades des de la part inferior de la tíbia (l'excepció és el martinet tigrat nan). Els peus de les ardeïdes tenen dits llargs i prims, amb tres que apunten cap endavant i un que apunta cap enrere; les potes, durant el vol, es mantenen estirades vers la cua.
El bec és generalment llarg, recte i punxegut. Pot variar des de extremadament fi, com en el martinet agamí, fins a gruixut com en el bernat pescaire. El bec més atípic és el del martinet cullerot, que té un bec ample i gruixut. El bec i altres parts nues del cos solen ser de color groc, negre o marró, encara que això pot variar segons l'edat, la subespècie o l'època de l'any. Les ales dels ardèids solen ser amples i llargues, mostrant 10 o 11 plomes primaries amb l'ala estesa (el martinet cullerot només en mostra nou) i de 15 a 20 secundàries. Les plomes de les ardeïdes són suaus i el plumatge sol ser de color blau, negre, marró, gris o blanc, i sovint pot ser sorprenentment complex. Entre les ardeïdes diürnes, no es sol veure gaire dimorfisme sexual en el plumatge, mentre que les diferències entre els sexes són la norma en les ardeïdes nocturnes i les espècies més petites. Moltes espècies també tenen diferents morfologies de color, com ara. En el martinet sagrat, existeixen morfologies de color fosques i clares (com ara el martinet rogenc), i el percentatge de cada morfologia varia geogràficament.

## Distribució i hàbitat
Els ardeids viuen en tots els continents exceptuant l'Antàrtida i es troben en la major part dels hàbitats exceptuant els climes més extrems com ara l'àrtic, els deserts àrids o les muntanyes de certa alçada. Bona part de les espècies es troben en àrees associades a zones humides malgrat que no són ocells nedadors, sinó que s'alimenten a les ribes de rius, llacs o aiguamolls. Solen trobar-se a cotes baixes malgrat que viuen també en àrees alpines. Algunes espècies d'ardèids són parcialment migratòries, com ara el bernat pescaire o l'agró roig. La majoria d'espècies tendeixen a la dispersió després de l'època nupcial.

## Comportament i ecologia

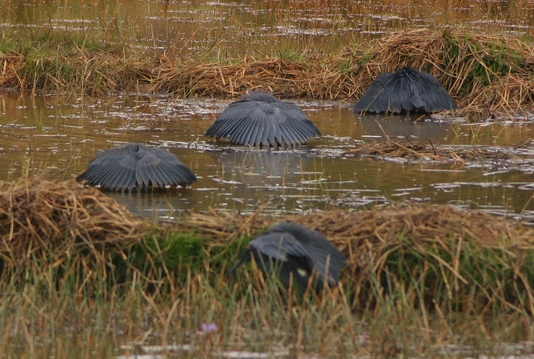
Grup de martinets negres emprant les ales per a caçar.

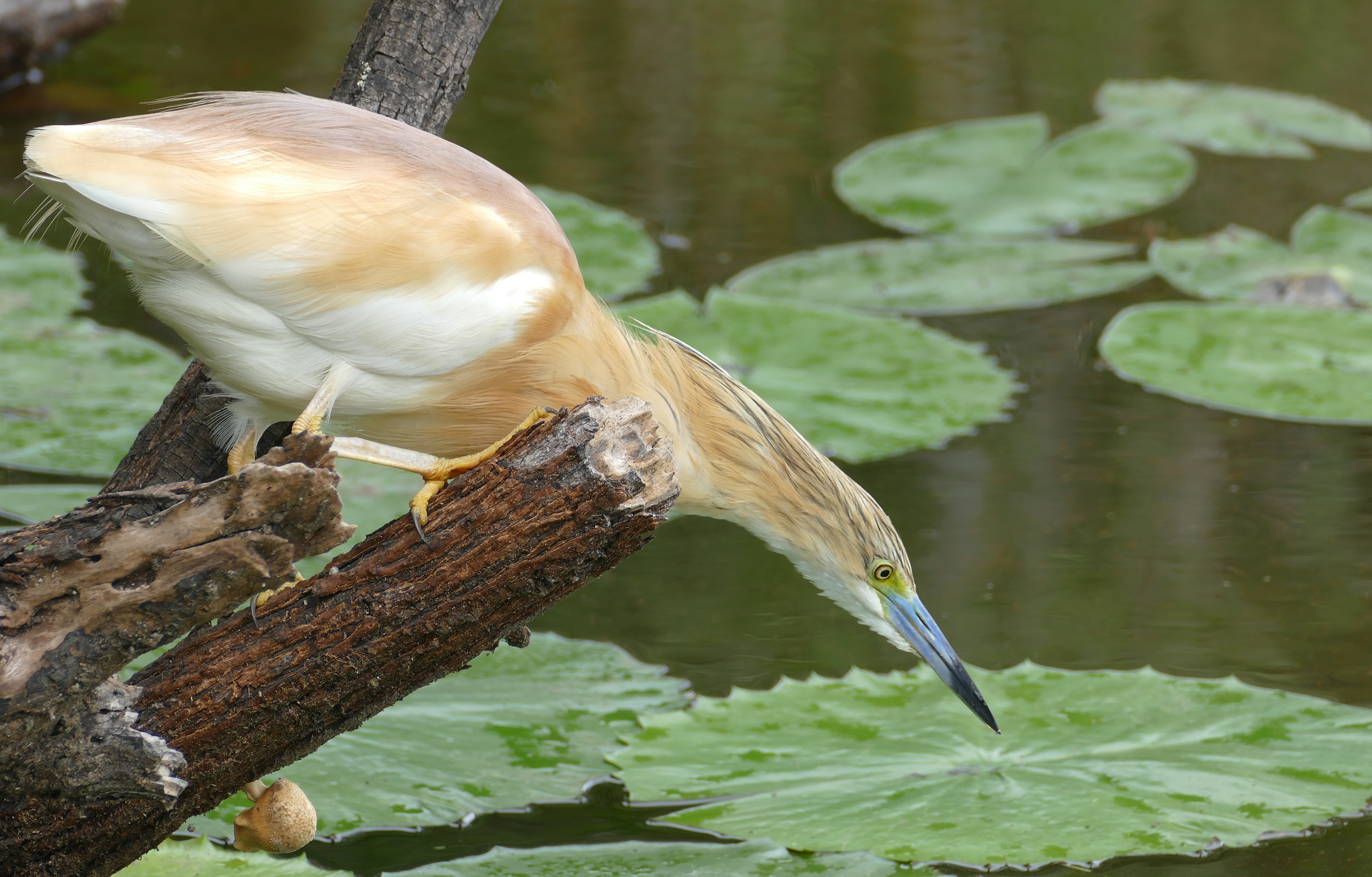
Martinet ros comú immòbil damunt un tronc esperant la presa.

### Alimentació
Els ardèids són aus carnívores; com que la majoria d'espècies tenen un estret vincle amb les zones humides, les preses principals són animals aquàtics tot incloent peixos, rèptils, amfibis, crustàcis, mol·luscs i insectes. Les espècies poden ser generalistes o estar especialitzades en uns tipus determinats de preses; per exemple, el martinet de nit violaci es troba especialitzat en crancs. Moltes espècies també capturen, de manera oportunista, preses més grans, incloent-hi aus i ous d'aus, rosegadors i, més rarament, carronya. També s'ha citat la ingesta de vegetals com ara glans, pèsols i gra, tot i que es considera que aquesta ingesta és accidental.
La tècnica de caça més habitual es duu a terme amb l'ocell immòbil a la vora de l'aigua o dins aquesta en zones someres; l'au espera que la presa se situï al seu abast. Les aus empren aquesta tècnica mentre estan erigides, de manera que el seu camp visual és ampli. Un cop localitzen la presa, el cap es mou d'un cantó a l'altre per tal que l'ardèid pugui calcular la posició de la presa i compensar la refracció. Un cop realitzats aquests passos, captura la presa amb el bec.

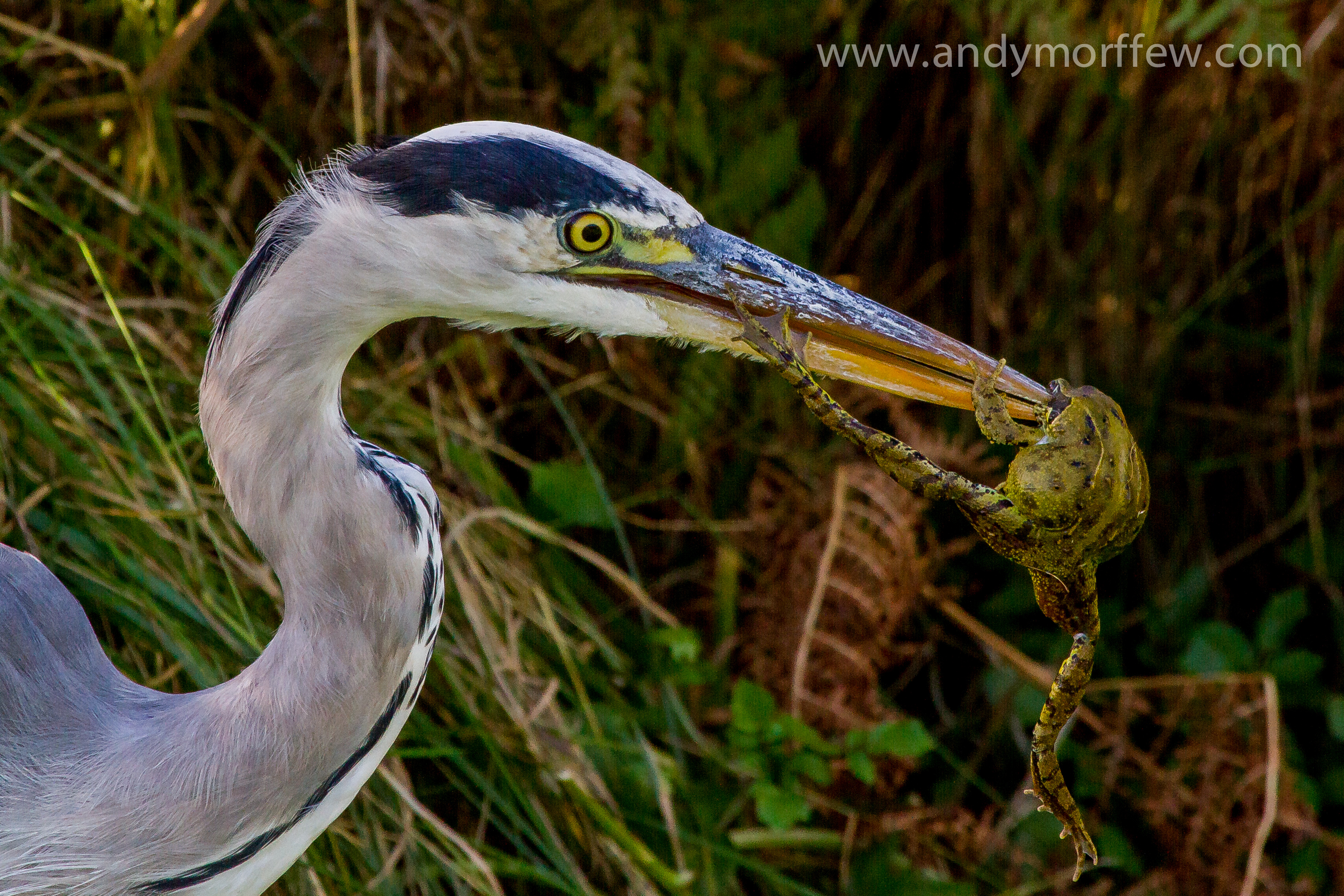
Bernat pescaire capturant una granota.

A banda d'aquesta tècnica, en la qual l'au espera llargs períodes, els ardèids també poden alimentar-se de manera més activa: poden caminar lentament tot capturant les preses que troben quan les veuen. També poden moure els peus entre l'aigua i el fang per tal de fer sortir algunes preses que es troben amagades. Algunes espècies, com ara el martinet negre, empren les ales per tal d'atraure les preses a l'ombra. S'ha documentat, també, l'ús d'esquers en algunes espècies com ara el martinet blanc o el bernat pescaire; els esquers poden ser d'origen antròpic, com ara pa, o d'origen natural, com ara llavors, insectes, flors i fulles.
Hi ha tres espècies d'ardèids que no tenen un vincle tan estret amb les zones humides i poden alimentar-se lluny de l'aigua; es tracta del bernat capnegre, el martinet xiulador i l'esplugabous; en aquest darrer cas, els espècimens poden seguir animals grossos que pasturen i capturar els insectes que els envolten.

### Reproducció

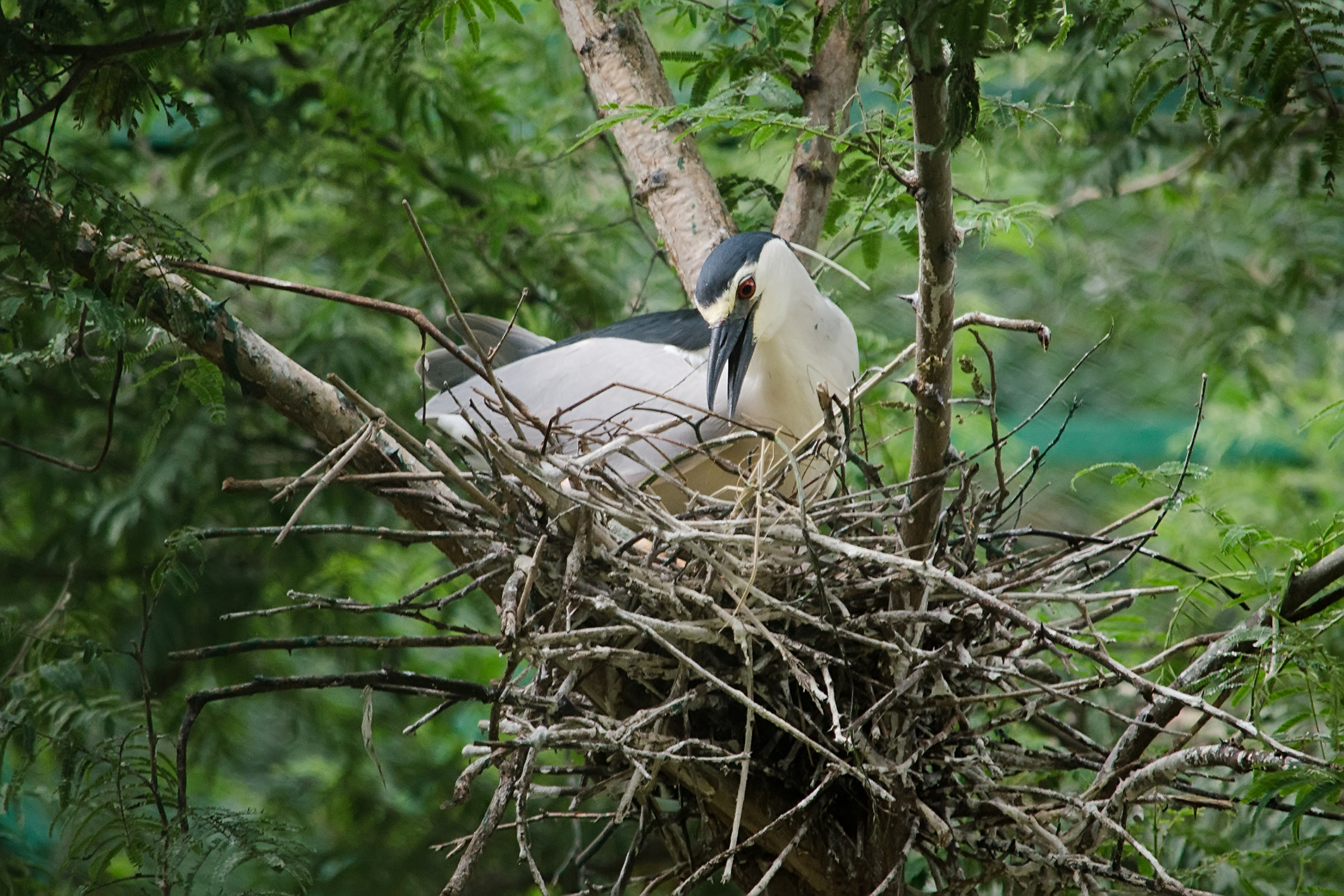
Martinet de nit construint el niu.

Tot que aquesta família presenta una gran varietat d'estratègies de reproducció, generalment, els ardèids són aus monògames i, majoritàriament, colonials; algunes espècies, però, són solitàries pel que fa a la nidificació com ara els bernats pescaires. En el cas de les colònies, aquestes poden albergar individus de diferents espècies, així com espècies d'altres famílies d'aus aquàtiques. En les zones temperades la posta es realitza per temporada mentre que en regions tropicals pot ser estacional (per exemple, coincidint amb la temporada de pluges) o durant tot l'any. En aquelles espècies i regions amb nidificació durant tot l'any, la intensitat de la nidificació pot variar al llarg de l'any. Els ardèids tropicals solen tenit només una temporada de reproducció per any, a diferència d'altres aus tropicals que poden tenir fins a tres niades l'any.

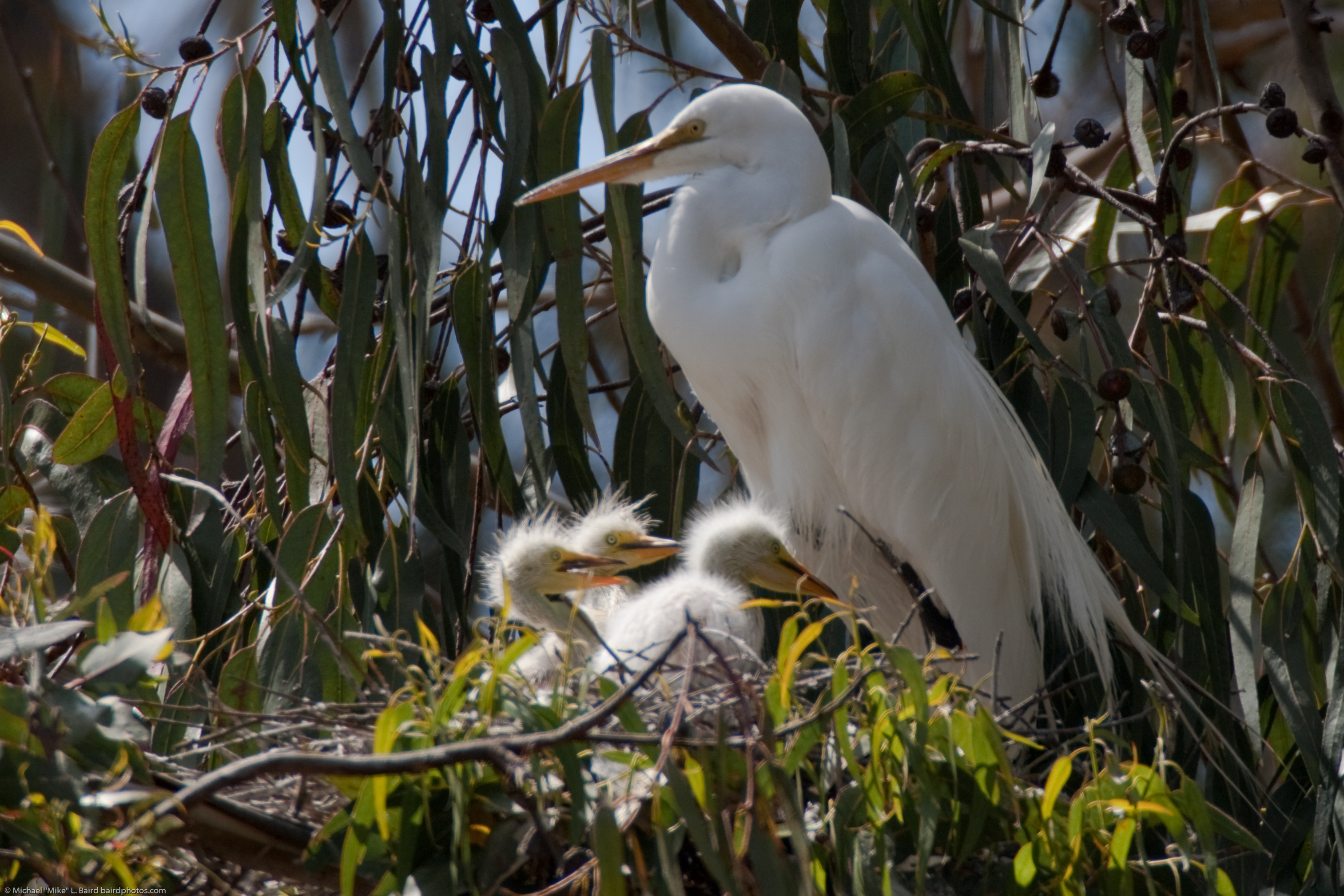
Agró blanc amb els polls al niu.

El festeig sol tenir lloc al niu: els mascles arriben primer i comencen a construir el niu, en el qual es mostren per tal d'atraure les femelles. Durant el festeig el mascle s'exhibeix tot fent serivir les plomes erèctils al coll. La femella corre el risc de patir un atac agressiu si s'apropa al niu massa aviat i pot haver d'esperar fins a quatre dies. En les espècies colonials, les echibicions involucren sentals visuals que poden incloure l'adopció de certes postures o exhibicions rituals; en les espècies solitàries les senyals auditives, com en el cas dels bitons de mida més gran, guanyen importància. Un cop es realitza l'aparellament, en la majoria d'espècies se segueix construin el niu, amb excepcions.
Els nius dels ardèids generalment es troben prop o sobre l'aigua. Tot i que s'han trobat nius de diverses espècies a terra on no hi ha arbres o arbustos adequats, generalment es col·loquen en la vegetació. En general, els ardèids ponen entre tres i set ous. Es troben niades més grans en els ardèidsmés petites i, més rarament, en algunes dels ardèids diürnes més grans, i es troben niades d'un sol ou per a alguns martinets tigrats. La mida de la posta varia segons la latitud dins de l'espècie, i els individus de climes temperats ponen més ous que els tropicals. En general, els ous són de color blau brillant o blanc, amb l'excepció dels bitons, que ponen ous de color marró oliva.

## Taxonomia
Aquesta família s'ha classificat en quatre subfamílies. que contenen 19 gèneres amb 68 espècies vives.
- Subfamília Tigrisomatinae, amb 4 gèneres i 6 espècies.
  - Gènere Zonerodius, amb una espècie: martinet tigrat de Nova Guinea (Z. heliosylus).
  - Gènere Tigriornis, amb una espècie: martinet tigrat africà (T. leucolopha).
  - Gènere Tigrisoma, amb tres espècies.
  - Gènere Agamia, amb una espècie: martinet agamí (A. agami).
- Subfamília Cochleariinae, amb un gènere i una espècie.
  - Gènere Cochlearius, amb una espècie: martinet cullerot (C. cochlearius).
- Subfamília Botaurinae, amb 3 gèneres i 14 espècies vives.
  - Gènere Zebrilus, amb una espècie: martinet tigrat nan (Z. undulatus).
  - Gènere Botaurus, amb 4 espècies.
  - Gènere Ixobrychus, amb 9 espècies vives.
- Subfamília Ardeinae, amb 11 gèneres i 47 espècies vives.
  - Gènere Gorsachius, amb 3 espècies.
  - Gènere Calherodius, amb una espècie: martinet de nit encaputxat (C. leuconotus).
  - Gènere Nycticorax, amb dues espècies vives.
  - Gènere Nyctanassa, amb una espècie viva: martinet de nit violaci (N. violacea).
  - Gènere Butorides, amb tres espècies.
  - Gènere Ardeola, amb 6 espècies.
  - Gènere Bubulcus, amb dues espècies.
  - Gènere Ardea, amb 14 espècies.
  - Gènere Pilherodius, amb una espècie: martinet becblau (P. pileatus).
  - Gènere Syrigma, amb una espècie: martinet xiulador (S. sibilatrix).
  - Gènere Egretta, amb 13 espècies.